# Съдбата на човека (филм)
Вижте пояснителната страница за други значения на Съдбата на човека.
„Съдбата на човека“ (на руски: Судьба человека) е съветски филм по едноименната повест на Михаил Шолохов. В него се разказва за Втората световна война. Друг филм с подобна тематика е „Те се сражаваха за родината“. Режисьор на филма е Сергей Бондарчук, който изпълнява и ролята на обикновения руски човек и войник Андрей Соколов. Филмът е направен през 1959 година и е черно-бял.

## Сюжет
Внимание:  Текстът по-долу разкрива сюжета на произведението (или части от него)!
1922 година. След участието си в гражданската война Андрей Соколов (Сергей Бондарчук) се завръща в родния край и си построява къща в Кубан. Там той среща и се влюбва в бъдещата си съпруга Ирина (Зинаида Кириенко). Скоро младата двойка вдига сватба и се сдобива със син Анатолий (Игор Аскаров) и две дъщери. В продължение на седемнадесет години Андрей се радва на щастлив семеен живот преди началото на Втората световна война.
Войната започва и Андрей е мобилизиран в редиците на Червената армия като шофьор на камион. Той тръгва в конвой по път, подложен на бомбардировки, за да достави стоки от първа необходимост за армията на фронта. Конвоят е засечен от германските самолети и обсипан с бомби. Камионите спират и шофьорите се разбягват, търсейки спасение. Андрей продължава да шофира през вражеския огън, докато една експлозия не преобръща камиона му. Ранен, той губи съзнание. Когато идва на себе си, вижда двама германски офицери, които са се надвесили над него. Те го отвеждат заедно с други пленени руски войници в изоставена черква, където пленен руски лекар му намества изваденото рамо.
На следващата сутрин всички пленени войници, комунисти, комисари и евреи са екзекутирани, с изключение на Андрей и лекаря, които са изпратени в концентрационен лагер. Самотният Андрей тъгува за семейството си и мечтае за деня, в който ще ги види отново. Той заедно с другите затворници е изпратен на принудителен труд. Андрей се опитва да избяга, но е заловен след четири дни и изпратен в друг концлагер в Германия. Препращат го от лагер на лагер, включително и в Костшин над Одра, където всеки ден затворниците трябва да прехвърлят по четири кубични метра баластра всеки. Една нощ Андрей е отведен в офиса на началника на концлагера, където разбира, че е осъден на смърт чрез разстрел. Преди да го отведе на стрелбището, началникът му казва, че ще си достави удоволствието лично да го разстреля и му предлага последна чаша с водка в чест на „германската победа при Сталинград“. Андрей първоначално отказва, но се съгласява на тост, който ще сложи край на неговите мъки. След пресушаването на чашите, началникът приканва Андрей да хапне, но той му отговаря, че никога не яде след само една чаша. Германецът пълни отново чашите и ги изпиват. Андрей отново отклонява поканата за храна с мотива, че никога не яде след само две чаши водка. Възхитен от смелостта на Андрей, германският офицер пълни за трети път чашите и така изпиват цялата бутилка. Вече пиян, командирът казва на Андрей, че е смел войник, дава му един самун хляб и парче сланина, и го връща в бараките. Залитайки Андрей успява да каже на другите затворници, че тази храна е за всички и припада. Пленниците поделят всичко по равно.
На другия ден, след като Андрей се свестява, съзатворник му съобщава, че германската блокада на Сталинград е пробита. Настроението в лагера се приповдига от новината за нацисткото отстъпление в Русия. Андрей получава нова работа, шофьор на новопристигнал германски майор, който трябва да се грижи за отбраната и сигурността на пътищата. Един ден, след като майорът заспива в колата, Андрей решава да предприеме нов опит за бягство, прекарвайки колата през минно поле в отчаяно търсене на свободата. Всичко приключва с удара на колата в дърво. Андрей изхвърча от нея и губи съзнание. Събуждайки се, той вижда, че е обграден от войници на Червената армия. Те разбират, че той е руснак, облечен в германска униформа. Виждайки своите, Андрей се облива в сълзи. Руските офицери го информират, че в куфарчето на майора е имало много полезни секретни документи и че ще го предложат за награда и след лечение ще може да си отиде до родния дом за кратко. Прибирайки се в къщи Андрей вижда, че домът му и по-голямата част от Воронеж са разрушени от бомбардировките. Отпуската му свършва и той се връща на фронта, изпълнен с тъга от гледката на опустошения си дом.
В руините на родния си град, Андрей разбира от свой съсед, че по време на бомбардировките съпругата и двете му дъщери са загинали, а синът му е заминал за фронта като доброволец. На фронта Андрей получава писмо от сина си, но в края на войната разбира от командира си, че и той е загинал. На победния парад Андрей празнува с дълбока скръб в душата си.
След края на войната останалият сам Андрей започва работа като шофьор на камион, лутайки се от град в град. В Урюпинск той среща бедно, изгладняло момченце и му предлага да го повози с камиона. По пътя те си говорят и Андрей пита детето за родителите му. То отговаря, че баща му е изчезнал по време на войната, а майка му е загинала и че няма други близки, а и не знае от къде е всъщност. Андрей казва на момчето, че той е неговият баща, давайки надежда на него и на себе си за нов, по-добър живот. В изблик на радост, детето силно прегръща Андрей, обляно в щастливи сълзи.

## В ролите
- Сергей Бондарчук като Андрей Соколов
- Павел Полунин като Ванюшка, малкото момче
- Зинаида Кириенко като Ирина, съпругата на Андрей
- Павел Волков като Иван Тимофеевич, съседа на Андрей
- Юрий Аверин като Мюлер, коменданта на лагера
- Кирил Алексеев като германския майор
- Павел Винник като съветския полковник
- Евгений Тетерин като писателя
- Анатолий Чемодуров като съветския подполковник
- Александър Новиков като набожния войник
- Лев Борисов като взводния командир
- Александър Лебедев като младия войник
- Виктор Маркин като пленения лекар
- Евгений Кудряшьов като пленника Кръйжнев
- Владимир Иванов като певеца в концлагера
- Пьотр Савин като Пьотр, приятел на Андрей
- Евгения Мелникова като хазяйката
- Николай Опарин като пленника
- Николай Печенцов като затворника в концлагера
- Андрей Пунтус като германския офицер в лагера
- Георгий Шаповалов като заключения в концлагера
- Игор Аскаров като Анатолий, сина на Андрей
- Георгий Миляр като пияния германски войник
- Евгений Моргунов като дебелия германски войник
- Юри Мююр като германския офицер
- Виктор Лоренц като едноокия офицер
- Анатолий Никитин като офицера
- Андрей Карасьов като германския войник

## Награди
- Голяма награда от Международния кинофестивал в Москва през 1959 година.
- Награда за най-добър филм за 1959 година в анкетата на списание „Советский екран“.
- Голяма награда от Всесъюзния кинофестивал в Минск през 1960 година.
- Награда от Международния кинофестивал в Карлови Вари, Чехословакия през 1970 година.